# Rivière Boivin (vattendrag i Kanada, lat 51,87, long -70,51)
Rivière Boivin är ett vattendrag i Kanada.   Det ligger i provinsen Québec, i den östra delen av landet, 800 km nordost om huvudstaden Ottawa.
Trakten runt Rivière Boivin är nära nog obefolkad, med mindre än två invånare per kvadratkilometer.